# Welling (Oklahoma)
Welling es un lugar designado por el censo (en inglés, census-designated place, CDP) situado en el condado de Cherokee, Oklahoma, Estados Unidos. Según el censo de 2020, tiene una población de 781 habitantes.

## Geografía
La localidad está ubicado en las coordenadas 35°52′52″N 94°52′13″O / 35.88111, -94.87028 (35.881053. -94.87032). Según la Oficina del Censo, tiene una superficie total de 65.9 km², de los cuales 65.2 km² corresponden a tierra firme y 0.7 km² están cubiertos de agua.

## Demografía
Según el censo de 2020, hay 781 personas residiendo en la localidad. La densidad de población es de 12.0 hab./km². El 42.1% de los habitantes son blancos, el 35.5% eran amerindios, el 0.1% era afroamericano, el 0.9% eran asiáticos, el 0.1% era isleño del Pacífico, el 0.9% son de otras razas y el 20.4% son de una mezcla de razas. Del total de la población, el 2.8% eran hispanos o latinos de cualquier raza.